# Campylopus edithae
Campylopus edithae är en bladmossart som beskrevs av Brotherus 1912. Campylopus edithae ingår i släktet nervmossor, och familjen Dicranaceae. Inga underarter finns listade i Catalogue of Life.